# Ursulinas de la Unión Canadiense
La Unión Canadiense de la Orden de Santa Úrsula (en latín: Unio Canadense Ordinis Sanctae Ursulae; en francés: Union Canadienne des Moniales de l'Ordre de Sainte-Ursule) es una congregación religiosa católica de ursulinas de derecho pontificio, erigida el 7 de junio de 1953, bajo el gobierno de una superiora general con sede en Quebec, Canadá. A las religiosas de la congregación se les conoce con el nombre de Ursulinas de Unión Canadiense, o también como, Ursulinas de Québec, y posponen a sus nombres las siglas O.S.U.

## Historia

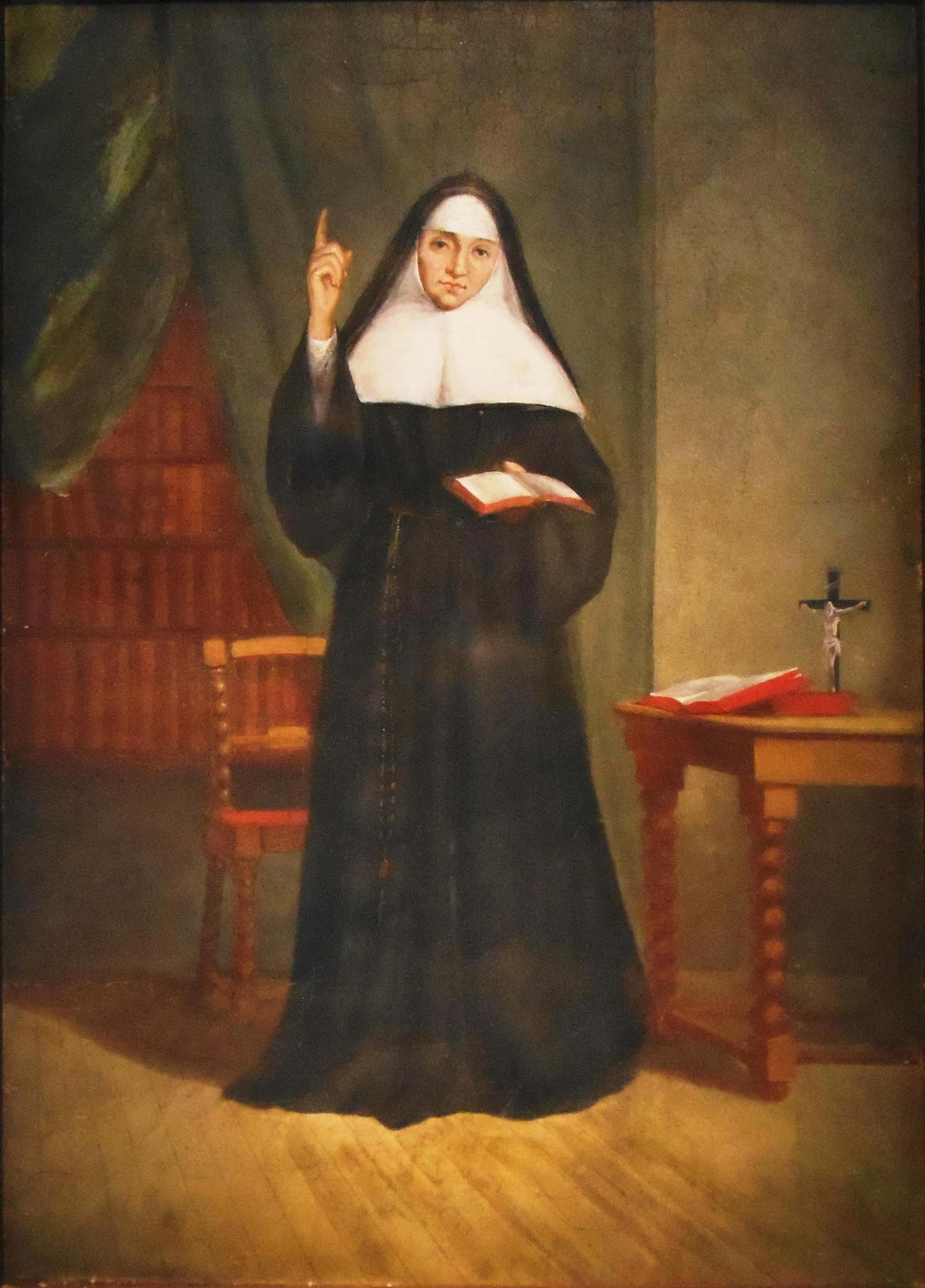
María de la Encarnación Guyart (1599-1672), fundadora del monasterio de las ursulinas de Quebec, Canadá. De este monasterio surgiría la Unión Canadiense de la Orden de Santa Úrsula.

### Origen
Como todas las ramas de religiosas, monjas y vírgenes ursulinas, su origen se halla en la antigua Orden de Santa Úrsula fundada por Ángela de Mérici en Brescia, en 1535.

### Fundación del monasterio de Quebec
El primer monasterio de ursulinas en Quebec fue fundado en 1639 por una comunidad de monjas francesas guiadas por María de la Encarnación Guyart. Debido a que algunas de estas provenían de la Congregación de las ursulinas de Tours y seguían la Regla de las ursulinas de Bordeaux; y otras observaban la Regla de las ursulinas de París, ya que provenían de la Congregación de Dieppe; María de la Encarnación redactó unas nuevas constituciones, que preveían la observancia de la Regla de París y el hábito de las religiosas de Tours. Dichas constituciones fueron aprobadas en 1622 por el obispo François de Montmorency-Laval, entonces vicario apostólico de Nueva Francia. El mismo obispo les obligó a observar la Regla y Constituciones de la Congregación de París el 17 de marzo de 1661, luego de la muerte de María de la Encarnación.
Del monasterio de Quebec surgieron numerosas filiales en Canadá, cada uno independiente por ser monasterios de clausura. Cuando en 1900 se creó la Unión Romana de la Orden de Santa Úrsula, alguno monasterios canadienses se adhirieron a ella.

### Unión Canadiense

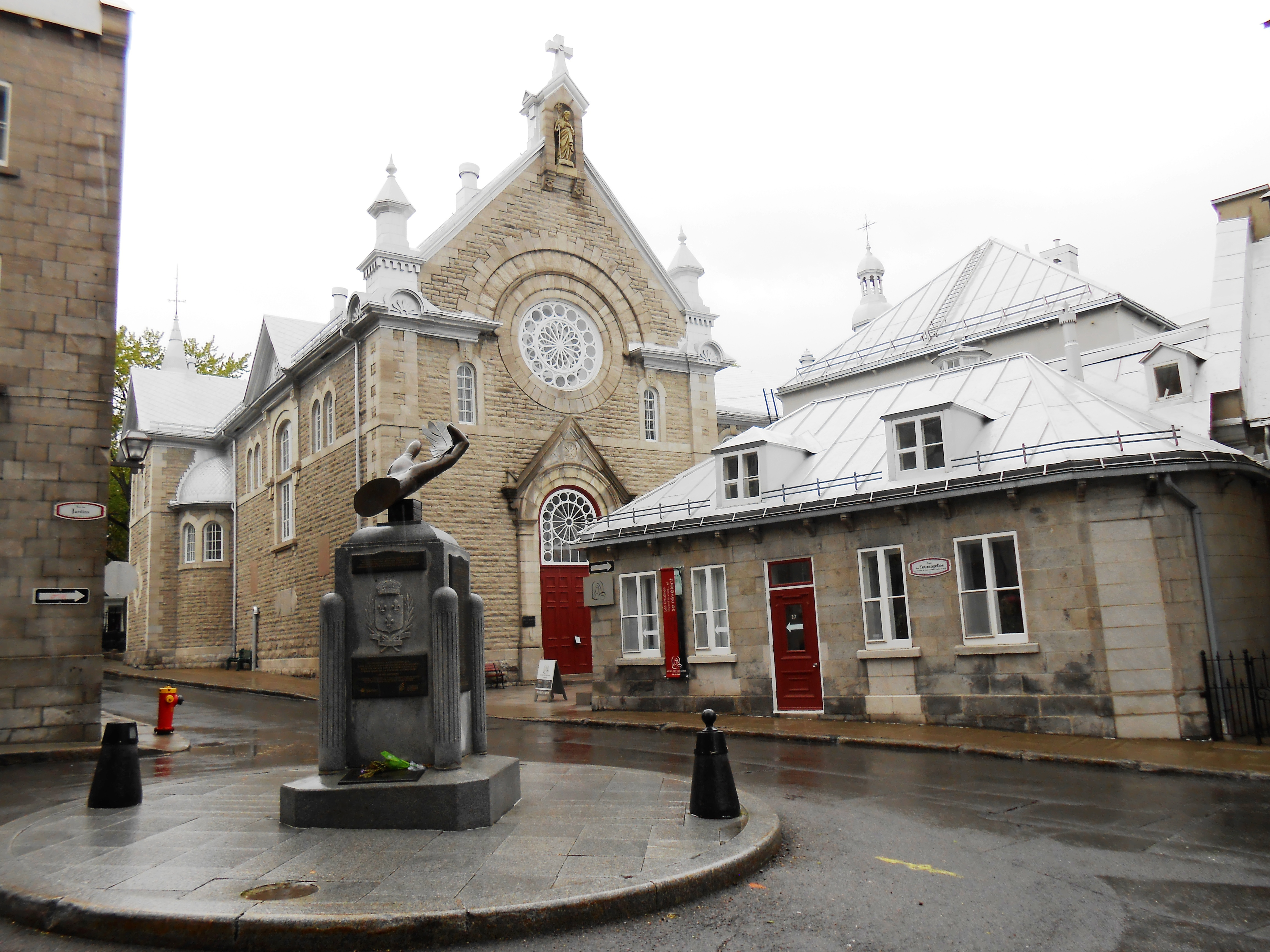
Monasterio y actual curia general de las Ursulinas de la Unión Canadiense en Quebec.

Los monasterios que permanecían autónomos en Canadá, decidieron hacer una propia congregación. En 1930 se dio una primera unión, llamada la «Unión de Québec», formada por los conventos de Quebec, Roberval y Stanstead. El 7 de junio de 1953, se erigió oficialmente la Unión Canadiense de las Monjas de la Orden de Santa Úrsula. En 1966 las Ursulinas de dicha Unión adoptaron los votos simples, dejando de ser monjas de clausura y se convirtiéndose en Congregación religiosa.
El fin específico de la nueva congregación era, siguiendo las normas educativas de Ángela de Mérici, la educación de las jóvenes indígenas y de las hijas francesas. Con el tiempo se abrió también la educación para los adultos.
María de la Encarnación fue beatificada por el papa Juan Pablo II el 22 de junio de 1980 y canonizada por el papa Francisco el 3 de abril de 2014.

## Organización
La Unión Canadiense de la Orden de Santa Úrsula es un instituto religioso de derecho pontificio y centralizado, cuyo gobierno es ejercido por una superiora general, que actualmente es la religiosa canadiense Cécile Dionne. La sede central se encuentra en Quebec (Canadá).
Las ursulinas de Quebec se dedican a la educación y formación cristiana de la juventud. En 2017, el instituto contaba con 306 religiosas y 32 comunidades, presentes presentes en Canadá, Filipinas, Japón y  Perú.